# Morenoina arundinariae
Morenoina arundinariae är en svampart som beskrevs av J.P. Ellis 1980. Morenoina arundinariae ingår i släktet Morenoina och familjen Asterinaceae.   Inga underarter finns listade i Catalogue of Life.